# Cypripedium californicum
Cypripedium californicum es una especie de orquídeas del género de Cypripedium.  Los miembros de este género se conocen normalmente como las orquídeas sandalias de dama. 

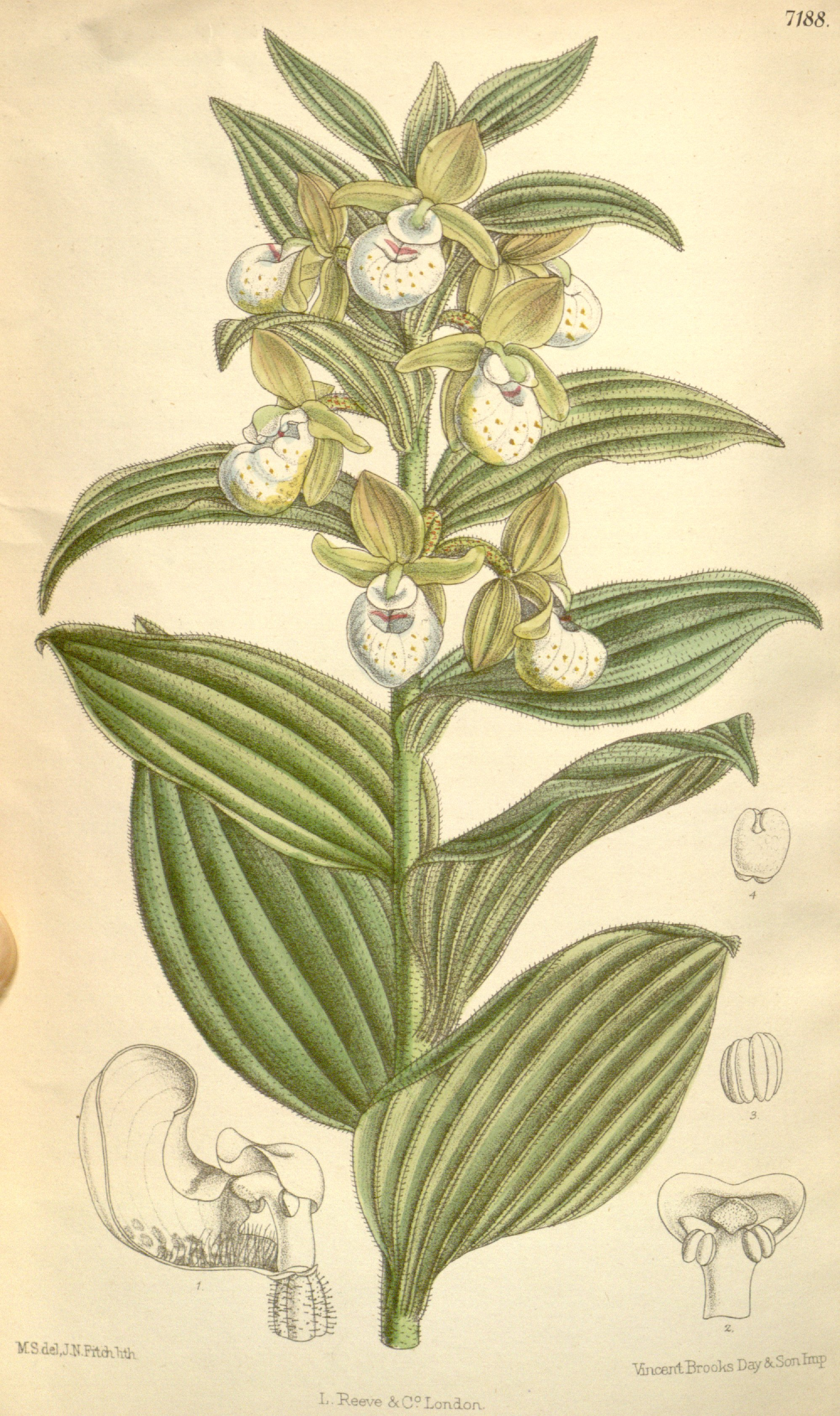
Ilustración

## Distribución
C. californicum es muy estricto en su localización y puede ser encontrado solamente en las montañas de al suroeste de Oregón y norte de California.  Prefiere los márgenes de las corrientes de agua en bosques de coníferas con arbolado abierto.

## Descripción
C. californicum crece a menudo en grupos numerosos. Sus hojas son pubescentes, elíptico-lanceoladas, alternas. Hojas distribuidas a todo lo largo del vástago. Cada vástago puede llevar hasta 12 flores. Pudiendo alcanzar hasta más de un metro de altura y tiene suplente.
En la flor, los pétalos y los sépalos tienden a ser de color verdoso marrón mientras que la bolsa del labelo es de un color blanco puro con puntos rosados ocasionales.

## Taxonomía
Cypripedium californicum fue descrita por Asa Gray y publicado en  Proceedings of the American Academy of Arts and Sciences 7(2): 389. 1868.
Etimología
Cypripedium; nombre genérico que viene de « Cypris », Venus, y de "pedilon" = "zapato" o "zapatilla" en referencia a su labelo inflado en forma de zapatilla.
californicum; epíteto geográfico que se refiere a su lugar de origen en California.